# Mantasoa
Mantasoa är en ort i Madagaskar.   Den ligger i regionen Analamanga, i den centrala delen av landet, 30 km öster om huvudstaden Antananarivo. Mantasoa ligger 1 377 meter över havet och antalet invånare är 10 000.
Terrängen runt Mantasoa är platt. Runt Mantasoa är det ganska tätbefolkat, med 192 invånare per kvadratkilometer. Närmaste större samhälle är Manjakandriana, 11,6 km norr om Mantasoa. I omgivningarna runt Mantasoa växer huvudsakligen savannskog.